# Austro-Daimler
Austro-Daimler – były austriacki producent samochodów, spółka-córka niemieckiego producenta samochodów i silników lotniczych Daimler.

## Historia
Przedsiębiorstwo zostało założone 11 sierpnia 1899 roku jako Österreichische Daimler-Motoren-Commanditgesellschaft Bierenz Fischer u. Co przez sprzedawcę produktów Daimlera Eduarda Bierenza i właściciela fabryki maszyn Eduarda Fischera. Pierwotnie w siedzibie spółki w Wiener Neustadt było zatrudnionych 70-80 pracowników.
14 maja 1900 roku z fabryki wyjechał pierwszy samochód z 2-cylindrowym silnikiem o mocy 3 kW i z czterema miejscami siedzącymi. Wkrótce rozpoczęto produkcję samochodów osobowych, samochodów ciężarowych, autobusów, statków i pociągów. W 1902 roku kierownictwo w spółce przejął Paul Daimler, syn założyciela Daimlera. Trzy lata później zbudowano tam pierwszy samochód pancerny o mocy 22 kW oraz pierwszy samochód 4-kołowy. Po powrocie Daimlera do Stuttgartu nowym dyrektorem został Wilhelm Maybach.
W 1906 roku do firmy przybył Ferdinand Porsche, gdzie rozpoczął pracę jako inżynier techniczny. Już 19 lipca został mianowany dyrektorem technicznym. To on w głównym stopniu przyczynił się do budowy pierwszych samochodów wyścigowych. 27 lipca zmieniono nazwę przedsiębiorstwa na Austro-Daimler. Również w 1906 roku do firmy dołączył Emil Jellinek, który zajął się rozwojem przedsiębiorstwa na polu militarnym i lotniczym. Dwa lata później zbudowano pierwsze silniki używane w sterowcach. W 1911 roku wyprodukowano samochód o nazwie Prinz Heinrich na cześć księcia Heinricha Bawarskiego z silnikiem 4-cylindrowym o pojemności 5714 cm³.
W czasie I wojny światowej przedsiębiorstwo zawiesiło działalność we wszystkich sekcjach, prócz sekcji produkującej pojazdy wojskowe. Po wojnie zacieśniono współpracę z kilkoma innymi koncernami: Škoda Auto, FIAT oraz Puch. W 1920 roku stworzono 1.3-litrowy samochód wyścigowy Sascha. Do 1923 roku Porsche rozwijał ten model, jednak z powodu kłopotów finansowych niemiecki projektant opuścił przedsiębiorstwo. W latach 20. przedsiębiorstwo zajęło się głównie rozwojem samochodu ADM, w którym w 1930 roku Hans Stuck został Mistrzem Europy w Wyścigach Górskich. W 1927 roku powstał nowy model – ADR Sport, rozwijany do 1930 roku. Ostatnią dużą produkcją Austro-Daimlera był model Bergmeister z silnikiem o pojemności 3614 cm³ o mocy 89 kW.
W 1934 roku przedsiębiorstwo zostało włączone w skład Steyr Automobile, która została przemianowana na Steyr-Daimler-Puch. W latach 70. i 80. niektóre modele motocykli Steyr-Daimler-Puch były produkowane pod nazwą Austro-Daimler.